# خوزه آنتونیو گوردیلو
خوزه آنتونیو گوردیلو (انگلیسی: José Antonio Gordillo؛ زادهٔ ۲۴ ژانویهٔ ۱۹۷۴) بازیکن فوتبال اهل اسپانیا است.
از باشگاه‌هایی که در آن بازی کرده‌است می‌توان به باشگاه فوتبال رئال مورسیا اشاره کرد.